# Kirsten Jung
Kirsten Jung (* 1961) ist eine deutsche Mikrobiologin. Sie ist Professorin der Ludwig-Maximilians-Universität München und erforscht, wie Bakterien Umweltstress wahrnehmen und sich an veränderte Umgebungen anpassen.

## Leben
Kirsten Jung (geb. Schönfelder) legte 1980 ihr Abitur ab und studierte Biochemie an der Universität Leipzig. 1988 wurde sie ebenfalls an der Universität Leipzig mit der gemeinsam mit ihrem Ehemann Heinrich Jung eingereichten Dissertation „Zur Charakterisierung und Regulation der L(−)-Carnitin-Metabolisierung in Escherichia coli“ zum Dr. rer. nat. promoviert. Von 1992 bis 1994 forschte sie - gefördert durch ein DAAD-Stipendium- als Postdoktorandin am Howard Hughes Medical Institute der University of California, Los Angeles (UCLA) an der Aufklärung der Struktur und Dynamik der Lactosepermease. Als wissenschaftliche Mitarbeiterin und ab 1999 Heisenberg-Stipendiatin der DFG setzte sie ihre Forschungstätigkeit an der Universität Osnabrück fort und arbeitet seitdem an der Entschlüsselung der molekularen Mechanismen der Reizwahrnehmung und Signaltransduktion in Bakterien. 1999 erfolgte die Habilitation, und von 2002 bis 2004 war sie C3-Professorin für Mikrobiologie an der Technischen Universität Darmstadt. Im Jahr 2004 übernahm sie den Lehrstuhl für Mikrobiologie an der Ludwig-Maximilians-Universität München.

## Privates
Kirsten Jung ist seit 1984 verheiratet, das Paar hat zwei Söhne.

## Wirken
Kirsten Jung erforscht die molekularen Mechanismen der Stresswahrnehmung und des Einzelzellverhaltens von Modellbakterien, insbesondere von Escherichia, Salmonella und Vibrio. Mit ihrem Team entschlüsselt sie das vielschichtige Netzwerk, das die Säureresistenz auf transkriptioneller, posttranskriptioneller (Epitranskriptom) und proteomischer Ebene ermöglicht. Zu Beginn ihrer Karriere arbeitete sie an Transportproteinen und einem K+-sensorischen Histidinkinase/Antwortregulator-System. Kirsten Jung koordinierte von 2012 bis 2019 das DFG-geförderte Schwerpunktprogramm „Phänotypische Heterogenität und Soziobiologie bakterieller Populationen“ und baute das interdisziplinäre Graduiertenkolleg „Molekulare Grundlagen der Synthetischen Biologie“ als Sprecherin auf.
Sie ist gewähltes Mitglied im DFG-Fachkollegium Mikrobiologie (2016–2024), in der Senatskommission für Grundsatzfragen der Genforschung der DFG (seit 2021) und im Vorstand des Center of Advanced Studies der LMU München (seit 2016). Sie war Vorstandsmitglied im Excellenz-Cluster „Center of integrated Protein Science“ (CiPSM) (2006–2019). Sie war gewählte Direktorin bzw. stellvertretende Direktorin des Departments I der Fakultät für Biologie der LMU München (2012–2021) und Mentorin der Fakultät (2007–2017).

## Preise
Kirsten Jung erhielt 2019 den Prinzessin-Therese-von-Bayern-Preis, den die gleichnamige Stiftung an herausragende LMU-Wissenschaftlerinnen vergibt.

## Publikationen (ausgewählte)
(Quelle:)
- S. Ude, J. Lassak, A. L. Starosta, T. Kraxenberger, D. N. Wilson, K. Jung: Translation elongation factor EF-P alleviates ribosome stalling at polyproline stretches. In: Science. Band 339, 2013, S. 82–85. doi:10.1126/science.1228985
- J. Lassak, E. Keilhauer, M. Fürst, K. Wuichet, J. Gödeke, A. L. Starosta, J. Chen, L. Søgaard-Andersen, J. Rohr, D. N. Wilson, S. Häussler, M. Mann, K. Jung: Arginine-rhamnosylation as new strategy for post-translational modification of translation elongation factor P. In: Nat Chem Biol. Band 11, 2015, S. 266–270. (nature.com)
- H. Schramke, F. Tostevin, R. Heermann, U. Gerland, K. Jung: A dual-sensing receptor confers robust cellular homeostasis. In: Cell Rep. Band 16, 2016, S. 213–221. (cell.com)
- S. Brameyer, K. Schumacher, S. Kuppermann, K. Jung: Division of labor and collective functionality in Escherichia coli under acid stress. In: Commun Biol. Band 5, 2022, S. 327. (nature.com)
- K. Schumacher, R. Gelhausen, R. Backofen, W. Kion-Crosby, L. Barquist, K. Jung: Ribosome profiling reveals the fine-tuned response of Escherichia coli to acid stress. In: mSystems. 1. Nov 2023, S. e0103723. (journals.asm.org)
- A. Weigert Muñoz, E. Hoyer, K. Schumacher, M. Grognot, K. Taute, S. Hacker, S. A. Sieber, K. Jung: Eukaryotic catecholamine hormones influence the chemotactic control of Vibrio campbellii by binding to the coupling protein CheW. In: Proc Natl Acad Sci USA. Band 119, 2022, S. e2118227119. (pnas.org)